# 21631 Stephenhonan
21631 Stephenhonan è un asteroide della fascia principale. Scoperto nel 1999, presenta un'orbita caratterizzata da un semiasse maggiore pari a 2,4120831 UA e da un'eccentricità di 0,1472414, inclinata di 4,85558° rispetto all'eclittica.